# Стара сграда на Българското консулство (Битоля)
Сградата на Българското консулство (на македонска литературна норма: Стара зграда на Бугарсиот конзулат) е архитектурна забележителност в град Битоля, Северна Македония. Разположена е на улица „Йорго Османо“ № 20, на кръстовището с улица „Славко Лумбарко“.

## История
Изградена в началото на XX век и до 1920 година в нея е разположено българското консулство в града.

## Архитектура
Сградата е типичен представител за еклектичната архитектура от началото на XX век. В нея има влияния на неокласическата архитектура при разделението на фасадата, разпределението на отворите и профилацията около тях.